# Гогон
Гогон (бур. һогоон) — деревня в Качугском районе Иркутской области России. Входит в состав Белоусовского сельского поселения. Находится на левом берегу реки Куленга, примерно в 30 км к западу от районного центра, посёлка Качуг, на высоте 562 метров над уровнем моря.

## Топонимика
Название Гогон происходит от бурятского һогоон — изюбрь или полевой чеснок.

## Население
В 2002 году численность населения деревни составляла 13 человек (9 мужчин и 4 женщины). По данным переписи 2010 года, в деревне проживало 12 человек (9 мужчин и 3 женщины).

## Улицы
Уличная сеть деревни состоит из одной улицы (ул. Центральная).